# 皮亚
皮亚（法語：Pia，法語發音：[pja] ⓘ）是法国东比利牛斯省的一个市镇，属于佩皮尼昂区。

## 地理
皮亚（42°44'41"N, 2°55'15"E）面积13.18 平方千米，位于法国奧克西塔尼大區东比利牛斯省，该省份为法国大陆部分最南部的省份，涵盖了北加泰罗尼亚，北起奥德省，西接阿列日省和安道尔，南与西班牙接壤，东临地中海。
与皮亚接壤的市镇（或旧市镇、城区）包括：克莱拉、邦帕斯、佩皮尼昂、里沃萨尔特。
皮亚的时区为UTC+01:00、UTC+02:00（夏令时）。

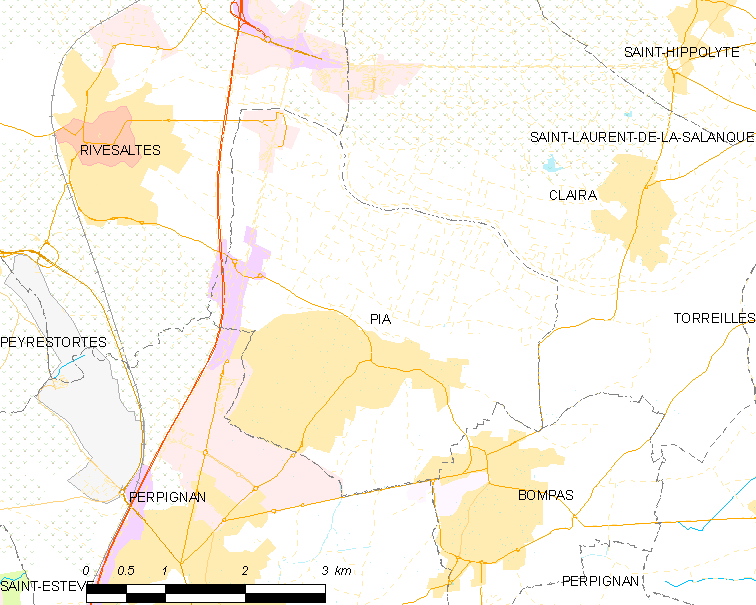
皮亚的OSM定位图

## 行政
皮亚的邮政编码为66380，INSEE市镇编码为66141。

## 政治
皮亚所属的省级选区为萨朗克海岸县。

## 人口

1962-2008年间皮亚人口变化图示

皮亚于2022年1月1日时的人口数量为11174人。